# Ласентер (Кентуккі)
Ласентер (англ. LaCenter) — місто (англ. city) в США, в окрузі Баллард штату Кентуккі. Населення — 872 особи (2020).

## Географія
Ласентер розташований за координатами 37°4′30″ пн. ш. 88°58′30″ зх. д. / 37.07500° пн. ш. 88.97500° зх. д. (37.074919, -88.975058).  За даними Бюро перепису населення США в 2010 році місто мало площу 1,57 км², з яких 1,57 км² — суходіл та 0,00 км² — водойми.

## Демографія
Згідно з переписом 2010 року, у місті мешкало 1009 осіб у 414 домогосподарствах у складі 260 родин. Густота населення становила 643 особи/км².  Було 471 помешкання (300/км²).
Расовий склад населення:
| - 86,5 % — білих - 10,3 % — чорних або афроамериканців - 0,5 % — азіатів - 0,1 % — корінних американців |

До двох чи більше рас належало 2,6 %. Частка іспаномовних становила 0,9 % від усіх жителів.
За віковим діапазоном населення розподілялося таким чином: 21,1 % — особи молодші 18 років, 55,8 % — особи у віці 18—64 років, 23,1 % — особи у віці 65 років та старші. Медіана віку мешканця становила 42,7 року. На 100 осіб жіночої статі у місті припадало 83,1 чоловіків;  на 100 жінок у віці від 18 років та старших — 74,9 чоловіків також старших 18 років.
Середній дохід на одне домашнє господарство  становив 41 284 долари США (медіана — 32 083), а середній дохід на одну сім'ю — 49 624 долари (медіана — 35 938). Медіана доходів становила 34 219 доларів для чоловіків та 28 250 доларів для жінок. За межею бідності перебувало 31,8 % осіб, у тому числі 57,8 % дітей у віці до 18 років та 19,8 % осіб у віці 65 років та старших.
Цивільне працевлаштоване населення становило 372 особи. Основні галузі зайнятості: роздрібна торгівля — 17,7 %, освіта, охорона здоров'я та соціальна допомога — 14,5 %, виробництво — 12,1 %, мистецтво, розваги та відпочинок — 11,3 %.